# Archipendulum

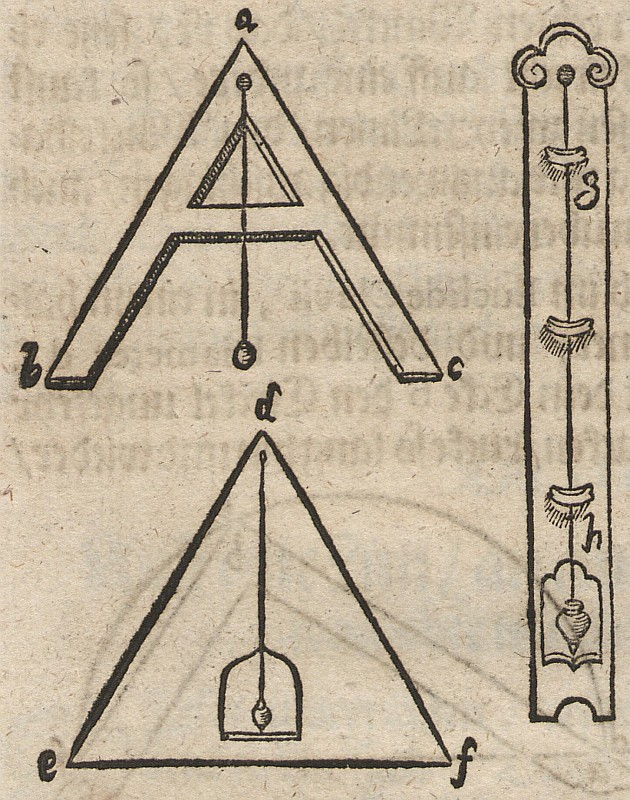
Archipendulum i altres inclinòmetres.

L'archipendulum és un inclinòmetre primitiu que fou emprat pels mestres d'obres de les piràmides d'Egipte (el seu ús va ser reportat per Johann Heinrich Alsted i Leon Battista Alberti). És un precursor del nivell de bombolla elaborat amb fusta i amb forma d'escaire (és a dir de triangle isòsceles). Del seu vèrtex més agut cau una corda amb una plomada en el seu extrem que indica, mitjançant una escala amb meridiana marcada en bastidor intermedi, la verticalitat.
Aquesta eina forma part de l'escut de la professió de l'arquitectura tècnica